# 山滝村
山滝村（やまたきむら）は、かつて大阪府にあった村。村名は、内畑村が属した「山直郷」と大沢村が属した「牛滝荘」から各一字をとったもの。

## 歴史
- 1889年（明治22年）4月1日、和泉郡内畑村と大沢村が合併して、和泉郡山滝村が発足。大字内畑に村役場を設置。
- 1896年（明治29年）4月1日、泉北郡が成立。
- 1948年（昭和23年）4月1日、岸和田市に編入される。

## 交通

### 道路
- 牛滝街道